# Musotima ochropteralis
Musotima ochropteralis is een vlinder uit de familie van de grasmotten (Crambidae). De wetenschappelijke naam van de soort is voor het eerst gepubliceerd in 1854 door Achille Guenée.
De spanwijdte is ongeveer 2 centimeter.

## Verspreiding
De soort komt voor in Australië en Nieuw-Zeeland).

## Waardplanten
De rups leeft op Adiantum aethiopicum (Pteridaceae).